# Elmlər Akademiyası (Metro de Bakú)
Elmlər Akademiyası es una estación del Metro de Bakú. Se inauguró el 31 de diciembre de 1985.